# 小説ブッダ
小説ブッダ（英：Old Path White Clouds: Walking in the Footsteps of the Buddha）はティク・ナット・ハンの著書。日本では池田久代による翻訳版が出版されている。全81章。収録エピソードの大半が原始仏典を元にしたもので、神通力などの表現は避けられ現実的な描写に終始しているのが特徴。

## 書籍情報
- 英語版 Parallax Press, 1991, ISBN 81-216-0675-6
- 日本語版 春秋社 ISBN 978-4393332795